# Zatrephes bilineata
Zatrephes bilineata là một loài bướm đêm thuộc phân họ Arctiinae, họ Erebidae.